# (100427) 1996 HQ10
(100427) 1996 HQ10 es un asteroide perteneciente al cinturón de asteroides, descubierto el 17 de abril de 1996 por Eric Walter Elst desde el Observatorio de La Silla, Chile.

## Designación y nombre
Designado provisionalmente como 1996 HQ10.

## Características orbitales
1996 HQ10 está situado a una distancia media del Sol de 2,753 ua, pudiendo alejarse hasta 3,334 ua y acercarse hasta 2,173 ua. Su excentricidad es 0,210 y la inclinación orbital 11,54 grados. Emplea 1669 días en completar una órbita alrededor del Sol.

## Características físicas
La magnitud absoluta de 1996 HQ10 es 15,4.